# Castiarina oedemerida
Castiarina oedemerida es una especie de escarabajo del género Castiarina, familia Buprestidae. Fue descrita científicamente por Barker en 1995.